# Concilie van Lhasa
Het concilie van Lhasa, ook wel het Concilie van Samye of Grote Debat is in de klassieke Tibetaanse geschiedschrijving een concilie dat beslissend was voor de vraag welke vorm van boeddhisme in Tibet de leidende zou zijn. Het debat zou plaats hebben gevonden in de periode 792-794.
De term  concilie van Lhasa  werd voor het eerst gebruikt door Paul Demiéville in zijn essay  Le concile de Lhasa. Une controverse sur le quiétisme entre bouddhistes de l'Inde et de la Chine au VIIIe siècle de l'ère chrétienne  uit 1952 en is sindsdien een gangbare term geworden.

## In de klassieke Tibetaanse geschiedschrijving

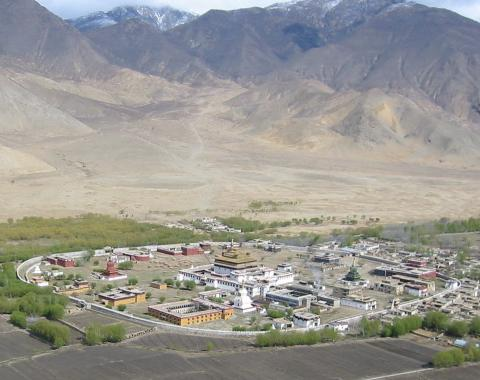
Het Samyeklooster

Na de inwijding van Samye, het eerste boeddhistische klooster in Tibet, in 779 waren daar vertegenwoordigers van meerdere boeddhistische stromen aanwezig. Ieder van die stromen kreeg aanhang aan het hof en bij de elite van het land. Uiteindelijk zou de koning Trisong Detsen (742-ca.800) besloten hebben tot een debat. Hierbij zou een leerling van Shantarakshita, Kamalashila, een debat gevoerd hebben met Moheyan, een uit Dunhuang afkomstige leraar van het Chinese Chan-boeddhisme. Dunhuang maakte sinds omstreeks 780 deel uit van het Tibetaanse rijk en was het centrum voor het Chinees boeddhisme.
Moheyan verdedigde het standpunt dat verlichting in principe onmiddellijk kon zijn. Kamalashila, afkomstig uit de madhyamakatraditie van het mahayana verdedigde de meer traditionele opvatting dat verlichting slechts het resultaat kon zijn van geleidelijkheid en afhankelijk van het vergaren van kennis, inzicht en verdiensten. 
De koning zou Kamalashila aangewezen hebben als winnaar van het debat. Moheyan werd verbannen en het Chan -boeddhisme zou uit het land verdwijnen. In die traditie betekent het dat in Tibet een definitieve keus gemaakt werd voor een uit India afkomstig boeddhisme.
In de latere Tibetaanse literatuur vanaf de twaalfde eeuw over dit onderwerp wordt het debat op uiterst polemische wijze beschreven en de positie van Moheyan fel aangevallen. Sakya Pandita, (1182 -1251) heeft daar in zeer scherpe bewoordingen over geschreven.

## Tibetologisch onderzoek

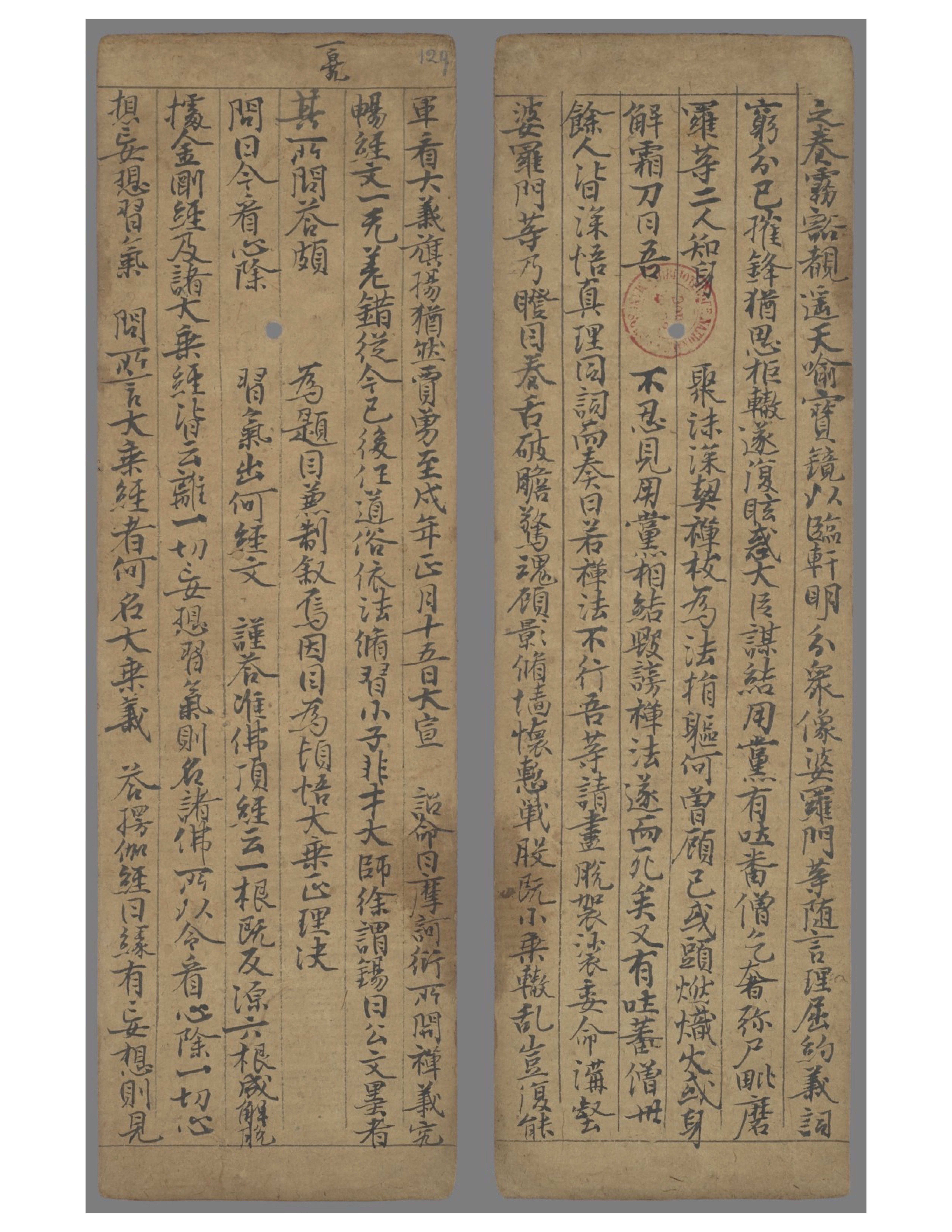
Pelliot chinois 4646;het document waarin Trisong Detsen toestemming geeft de doctrine van Moheyan te praktiseren

Bij de interpretatie van deze gebeurtenissen kiezen hedendaagse tibetologen meestal voor de invalshoek van het eerst beschrijven van de historische context. In de periode van Trisong Detsen was het Tibetaanse rijk een dominante macht in Centraal-Azië geworden. Het steeds verder expanderende rijk trok naast gelukzoekers ook vele personen uit omringende gebieden aan, die aan het Tibetaanse hof en bij de elite hun religieuze overtuigingen wilden prediken. Er was een veel grotere mate van religieuze diversiteit dan de klassieke geschiedschrijving beschrijft. Er moeten voortdurend religieuze discussies zijn geweest.
In de klassieke Tibetaanse geschiedschrijving wordt een tegenstelling opgeroepen tussen uit China dan wel uit India afkomstig boeddhisme. Dat is historisch onjuist. Moheyan was zeker niet representatief voor het Chinese boeddhisme meer in het algemeen. Er waren in die periode ook al uit India afkomstige leermeesters in Tibet die tantrische vormen van boeddhisme predikten met een aanzienlijk minder conventionele moraal dan Moheyan.
Er zijn veel documenten in de manuscripten van Dunhuang aangetroffen die handelen over Chan-boeddhisme. Daaruit wordt duidelijk dat er ook binnen Chan meerdere stromingen en opvattingen waren. Een van die documenten (IOL Tib J 709/4) argumenteert, dat Chan vele verschillende methoden heeft.  Zoals artsen verschillende methoden voor de bestrijding van de ziekten toepassen, blijft de (medische) wetenschap hetzelfde.
Een ander document uit Dunhuang, het zogenaamde  Chan-document opent met zin, dat  het verschijnt met het zegel van de Hemelse Koning. Dat zou betekenen dat het prediken van Chan wel degelijk de goedkeuring zou hebben van Trisong Detsen.
Een Chinees manuscript uit Dunhuang (Pelliot chinois 4646) eindigt met een citaat dat aan Trisong Detsen wordt toegeschreven.  De doctrine van de Chan, zoals onderwezen door Moheyan is een volledig gerechtvaardigde ontwikkeling en gebaseerd op de tekst van de soetra's; het is zonder dwalingen. Vanaf heden is zowel monniken als leken toegestaan die onder dit edict te praktiseren.

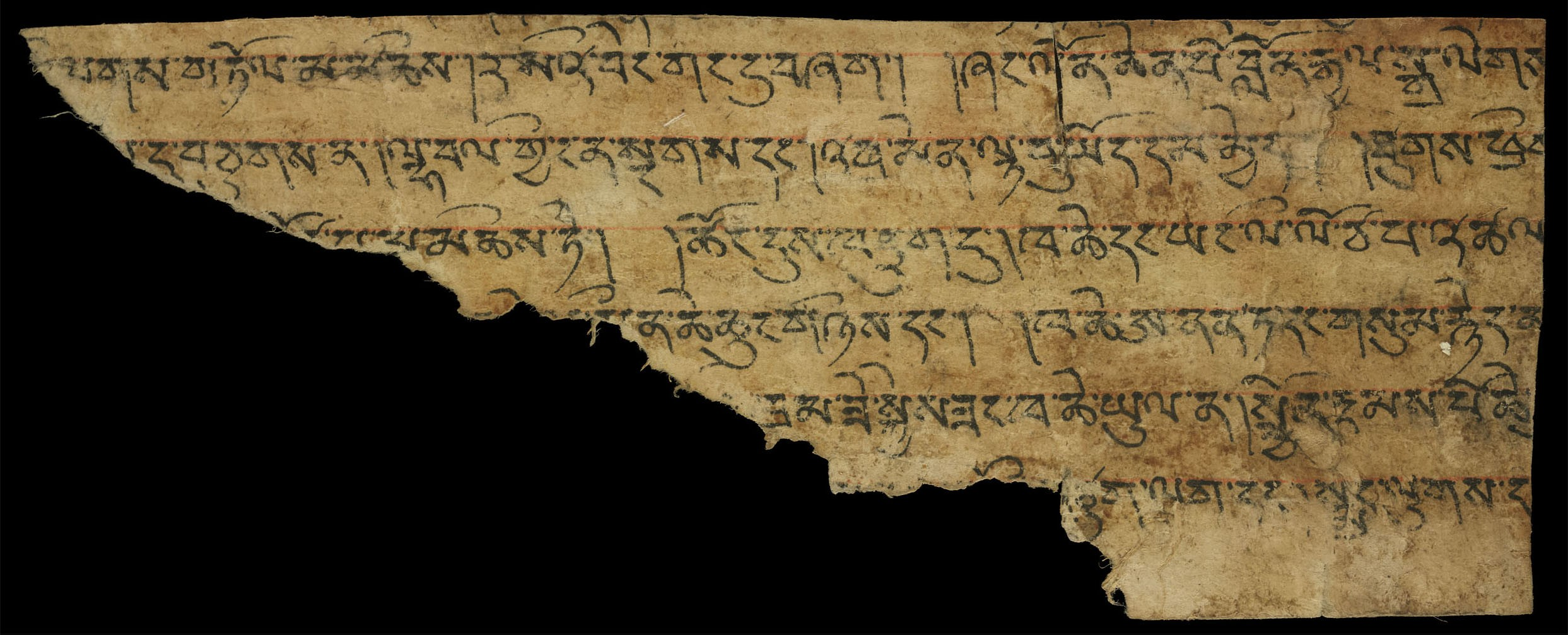
Fragment van het Testament van Ba, waarin de clan van de Ba zijn daden in de periode van het rijk rechtvaardigt

Een belangrijke bron voor kennis over het debat is het Testament van Ba. Daar bestaan meerdere versies van. De meest uitgebreide versie werd in 1997 gevonden in een verzameling in Lhasa. Het testament is in wezen een verantwoording van de clan van de Ba over hun daden tijdens de periode van het Tibetaanse rijk. Veel tibetologen hebben gewezen op een tegenstelling in het document. Een deel van het document schrijft positief over Chan. Het verhaalt dat een van de leden van de clan, Ba Selnang, naar China reist waar hij onderwijs krijgt van Kim Ho-shang, een Koreaanse Chan-boeddhist. In de kwestie van het debat tussen Moheyan en Kamalashila kiest de tekst van het Testament echter geheel voor de laatste en veroordeelt de leer van Moheyan in zeer scherpe woorden.
Hedendaagse tibetologen concluderen uit de tekst dat politieke rivaliteit tussen de clans van Ba en die van de Bro een essentiële rol speelde in de kwestie. Het is duidelijk, dat Moheyan door een van de vrouwen van Trisong Detsen en afkomstig uit de clan van de Bro uitgenodigd was in Centraal-Tibet te komen prediken. De enige vrouwelijke heerser van het Tibetaanse rijk was koningin Tri Malö (r.705-712) geweest. Ook zij was afkomstig uit de clan van de Bro. Zij had de onderhandelingen geopend met de  Chinese keizerin Wu Zetian (625-705) die zouden leiden tot de komst van de Chinese prinses Jincheng naar Tibet.
Vanaf die periode had de clan van de Bro meer sympathie voor aspecten vanuit de Chinese cultuur dan de andere clans. De rivaliteit tussen de beide clans leidde tot een tegenstelling tijdens de discussies, die niets te maken had met religieuze opvattingen, maar geheel politiek bepaald werd.

## Vorm en uitkomst van het debat

Huineng, een van de grote leraren van het Chinese Chan-boeddhisme verscheurt soetras

De vraag of er inderdaad iets als een concilie van Lhasa of Groot Debat heeft plaatsgevonden is niet meer met zekerheid te beantwoorden. Hetzelfde geldt voor vragen waar het dan zou hebben plaatsgevonden (Samye of Lhasa) en in welke vorm dat dan zou hebben plaatsgevonden. De meeste tibetologen gaan ervan uit, dat een gelijktijdige mondelinge confrontatie tussen de standpunten tijdens een of meer bijeenkomsten onwaarschijnlijk is. Er is geen tibetoloog, die een voorzitterschap van de koning van de bijeenkomst ook maar aannemelijk acht. De meeste opvattingen gaan uit van een schriftelijke uitwisseling van standpunten of een meer rituele voorstelling die op een beleefde manier is afgelopen.
Het wordt ook heel goed mogelijk geacht dat Moheyan tijdens de discussies ( in welke vorm dan ook) een gematigde opvatting van Chan-boeddhisme naar voren bracht. Dat zou de tekst van het Chinese document verklaren, waarbij de koning verklaart, dat het monniken en leken toegestaan is Chan te praktiseren.
Moheyan werd ook niet verbannen, zoals de klassieke Tibetaanse geschiedschrijving meldt. Hij keerde terug naar Dunhuang. Uit andere daar gevonden documenten wordt duidelijk, dat hij in de laatste periode van zijn leven daar een steunpilaar was van het Tibetaanse militaire bestuur over de regio.
Chan-boeddhisme verdween ook zeker niet na het debat, maar bleef tot in de tiende eeuw van in Tibet aanwezig. 